# Taïno
El taïno va ser una llengua indígena de la família arawak que es va parlar a les Antilles per l'època de la Conquesta espanyola i que actualment es troba extinta. El taïno era la llengua principal a les Antilles a l'arribada dels europeus, es parlava a totes les Grans Antilles, a les Bahames, els cayos de Florida i diverses petites illes de l'arc oriental del mar Carib.
Els taïnos, parlants de la llengua homònima, van avançar des de l'orient de Veneçuela cap al nord-oest seguint la cadena insular del Carib, desplaçant o reduint als pobladors anteriors com els guanahatabeys a l'occident de Cuba i els ciguayo i macorix a Hispaniola. Per l'època del contacte amb els espanyols, els taïnos orientals estaven en conflicte amb els caribs.
A finals del segle xv, el taïno havia desplaçat les llengües anteriors, excepte a l'oest de Cuba i bosses a la Hispaniola. Com que la cultura taïno va disminuir durant la colonització espanyola, la llengua va ser substituïda pel castellà i altres idiomes europeus, com l'anglès i el francès. Es creu que es va extingir als 100 anys del contacte però possiblement es va continuar parlant en bosses aïllades al Carib fins a finals del segle xix.

## Aspectes històrics, socials i culturals
Com a llengua dels primers americans que van tenir contacte amb els espanyols, el taïno és una de les principals fonts d'indigenismes per al vocabulari del castellà. La presència de les veus taïnes en el castellà és rellevant en les categories de noms de plantes, animals i pràctiques culturals dels indígenes americans. Diverses d'aquestes paraules han passat a altres idiomes europeus a través del castellà. L'idioma va desaparèixer ràpidament a conseqüència de la ràpida extinció o assimilació cultural dels seus parlants a les Grans Antilles.

### Dialectes
Entre els pobles taïnos, Bartolomé de las Casas exposa que existien diverses llengües taïnes o variants dialectals, el grau d'intercomprensibilidad mútua no es coneix, encara que la pròpia descripció de De les Cases parla de la distribució:
- Taïno clàssic, parlat a Cuba oriental i la major part d'Hispaniola, alguns assentaments esporàdics a l'oest de la província d'Oriente a Cuba central i occidental així com les illes Lucayas meridionals (Illes Turks i Caicos) i Puerto Rico.[4] El taïno clàssic tenia al seu torn diferents variants regionals, de les quals el taïno del cacicat de Jaraguá es considerava el més elegant i prestigiós.[5] El taïno clàssic de Jaraguá també va servir com a segona llengua als parlants d'altres llengües de la regió, així com lingua franca del comerç i la cultura. Segons De las Casas era una llengua que gairebé tots coneixien i podien entendre, encara que clarament coexistia amb altres llengües a les Grans Antilles.
- Taïno occidental, era la llengua parlada a l'extrem suroccidental de la Hispaniola, la major part de Cuba oriental i central i probablement Jamaica.

A l'extrem occidental de Cuba, també s'hauria parlat una llengua diferent pels guanajatabey l'origen dels quals no pot precisar-se a causa de la ràpida extinció del grup, és molt possible que aquestes poblacions aïllades representessin pobladors pretaïnos de les illes i que la seva llengua encara fos una llengua pretaïna, encara que no n'existeixen dades precises. A Hispaniola també es parlava ciguayo una altra llengua de filiació desconeguda i probablement no relacionada amb l'arawak.
Cristòfor Colom va escriure que "...de Bahama a Cuba, Boriquen a Jamaica, la mateixa llengua és parlada en diversos dialectes lleugerament diferents, però entesos per tots."

## Fonologia
La llengua taïno no era escrita. Els taïnos van utilitzar petroglifs, però hi ha hagut poques investigacions a la zona. Els fonemes següents es reconstrueixen a partir dels registres espanyols:
|            |            | Bilabial | Alveolar | Palatal | Velar | Glotal |
| ---------- | ---------- | -------- | -------- | ------- | ----- | ------ |
| Oclusiva   | sorda      | p        | t        |         | k     |        |
| Oclusiva   | sonora     | b        | d        |         |       |        |
| Fricativa  | Fricativa  |          | s        |         |       | h      |
| Nasal      | Nasal      | m        | n        |         |       |        |
| Aproximant | Aproximant | w        | l        | j       |       |        |

També hi ha una bategant [ɾ], que sembla que era un al·lòfon de /d/.
|         | Anterior | Central | Posterior |
| ------- | -------- | ------- | --------- |
| Tancada | i        |         | [u]       |
| Mitjana | e ɛ      |         | o         |
| Oberta  |          | a       |           |

Una distinció entre /ɛ/ i /e/ és suggerida per les transcripcions espanyoles de e vs ei/ey, així com a ceiba "ceiba". L'/e/ és escrita ei o final é en reconstruccions modernes. També hi ha una vocal anterior [u], que sovint era intercanviable amb /o/ i que pot haver estat un al·lòfon.
Hi havia un conjunt paral·lel de vocals nasals. L’única consonant al final d’una síl·laba o d’una paraula era /s/.

## Gramàtica
El taïno no està ben testimoniat. Tanmateix, pel que s'ha pogut recollir, els noms semblen tenir sufixos de classe nominal, com en altres llengües arawak. Els prefixos possessius taïno reconeguts són da- 'mi', wa- 'nosaltres', li- 'el seu (masculí)' (a vegades amb una vocal diferent), i to-, tu- 'el seu (femení)'.
Els afixos que designen verbs són a-, ka-, -a, -ka, -nV en els quals "V" és una vocal desconeguda o canviant. Això suggereix que, com moltes altres llengües arawak, la conjugació verbal d'un subjecte s'assemblava als prefixos possessius dels substantius.
El prefix de negació és ma- mentre que el prefix atributiu és ka-, ja que a makabuka "no és important" o "no important". Això s'ha comparat amb el sufix -bouca del kalhíphona que designa el temps passat. Per tant, la frase es pot interpretar com a "sense passat". Tot i així, també es podria comparar makabuka amb aboúcacha de Kalinago “per espantar”. Aquest verb es comparteix en diverses llengües ta-arawak, com ara el lokono (bokaüya 'espantar') i el paraujano (apüüta 'espantar').
Alguns verbs conjugats inclouen Daka (sóc), Waiba (anem), Warike (veiem)
El sufix d'objecte registrat inclou -wo (nosaltres) com a ahiyawoka ("parla'ns").

## Vocabulari
Hi ha nombrosos préstecs del taïno al castellà com agutí, ají, auyama, batata, cacique, caoba, guanabana, guaraguao, jaiba, loro, maní, maguey, múcaro, nigua, querequequé, tiburón, i tuna,caiman, canoa, casabe (encara que en castellà dominicà és el nom d'un peix), cayo, cimarrón, guayaba, hamaca, iguana, juracán, jutía, macana, maíz, manatí, manglar, patata, tabaco i sabana.

### Noms de lloc
Alguns topònims d'origen taïno:
- Haití: ha-yi-ti 'terra de muntanyes'
- Quisqueya (Hispaniola): kis-ke-ya 'cosa gran' o 'terra nadiua'
- Bahames: ba-ha-ma 'gran-mitjà-gran'
- Bimini: bimini 'bessons'
- Inagua: i-na-wa 'petita terra oriental'
- Caicos: ka-i-ko 'gairebé lluny del nord'
- Boriquén (Puerto Rico, també escrita Borikén, Borinquen): borīkē, borī ("nadiu") -kē ("terra") 'terra nadiua'
- Jamaica: Ya-mah-ye-ka 'gran esperit de la terra de l'home'
- Illes Cayman: cai-man 'cocodril' o 'al·ligator'
- Cuba: cu-bao 'gran terra fèrtil'